# Kosmówka
Kosmówka (łac. chorion) – zewnętrzna błona płodowa owodniowców zbudowana z ektodermy, osłaniająca ciało zarodka i pozostałe błony płodowe: owodnię, omocznię i pęcherzyk żółtkowy.
Kosmówka gadów i ptaków jest cienkościenną błoną surowiczą, natomiast u ssaków na jej powierzchni rozwijają się liczne i rozmaicie wykształcone wyrostki, tzw. kosmki uczestniczące w budowie łożyska.
Kosmówka  u człowieka jest błoną leżącą między owodnią i błoną śluzową macicy. Powstaje w 2–3 tygodniu rozwoju z połączenia trofoblastu z mezodermą pozazarodkową. W skład jej ściany wchodzi mezoderma pozazarodkowa, cytotrofoblast i syncytiotrofoblast. Około 10 tygodnia dzieli się na kosmówkę gładką i kosmatą. Kosmówka kosmata łączy się z doczesną podstawową, tworząc łożysko.

## Galeria

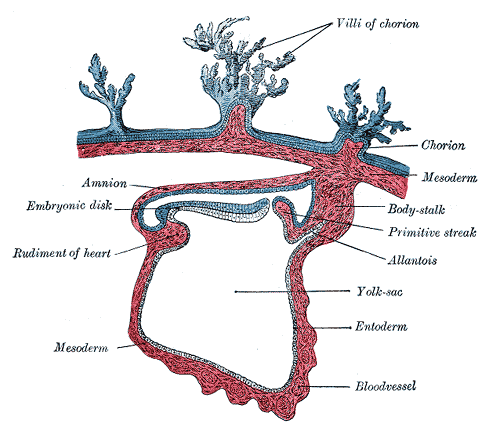
Przekrój embrionu
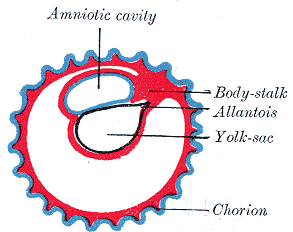
Schemat pokazujący wczesną postać embrionu
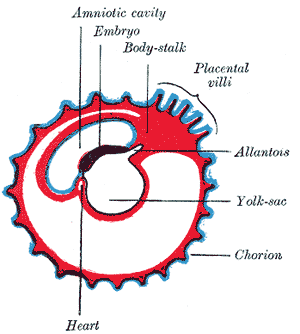
Schemat pokazujący późniejszą postać embrionu
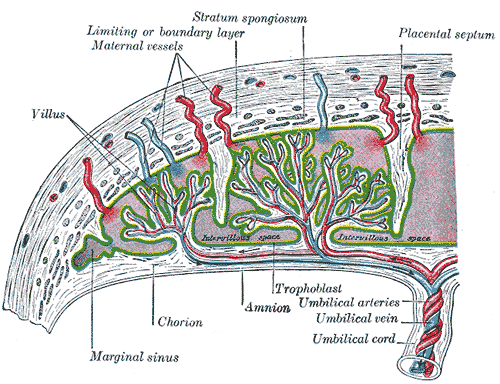
Schemat krążenia łożyskowego